# Birla Mandir (Hyderabad)
Birla Mandir è un tempio induista costruito su una collinetta alta 85 metri chiamata Naubath Pahad a Hyderabad, Telangana, India. La costruzione è durata dieci anni e il tempio è stato inaugurato nel 1976 da Swami Ranganathananda della Missione Ramakrishna. Il tempio è stato costruito dalla Fondazione Birla, che ha costruito diversi templi simili in tutta l'India, ognuno conosciuto come Birla Mandir.

## Architettura

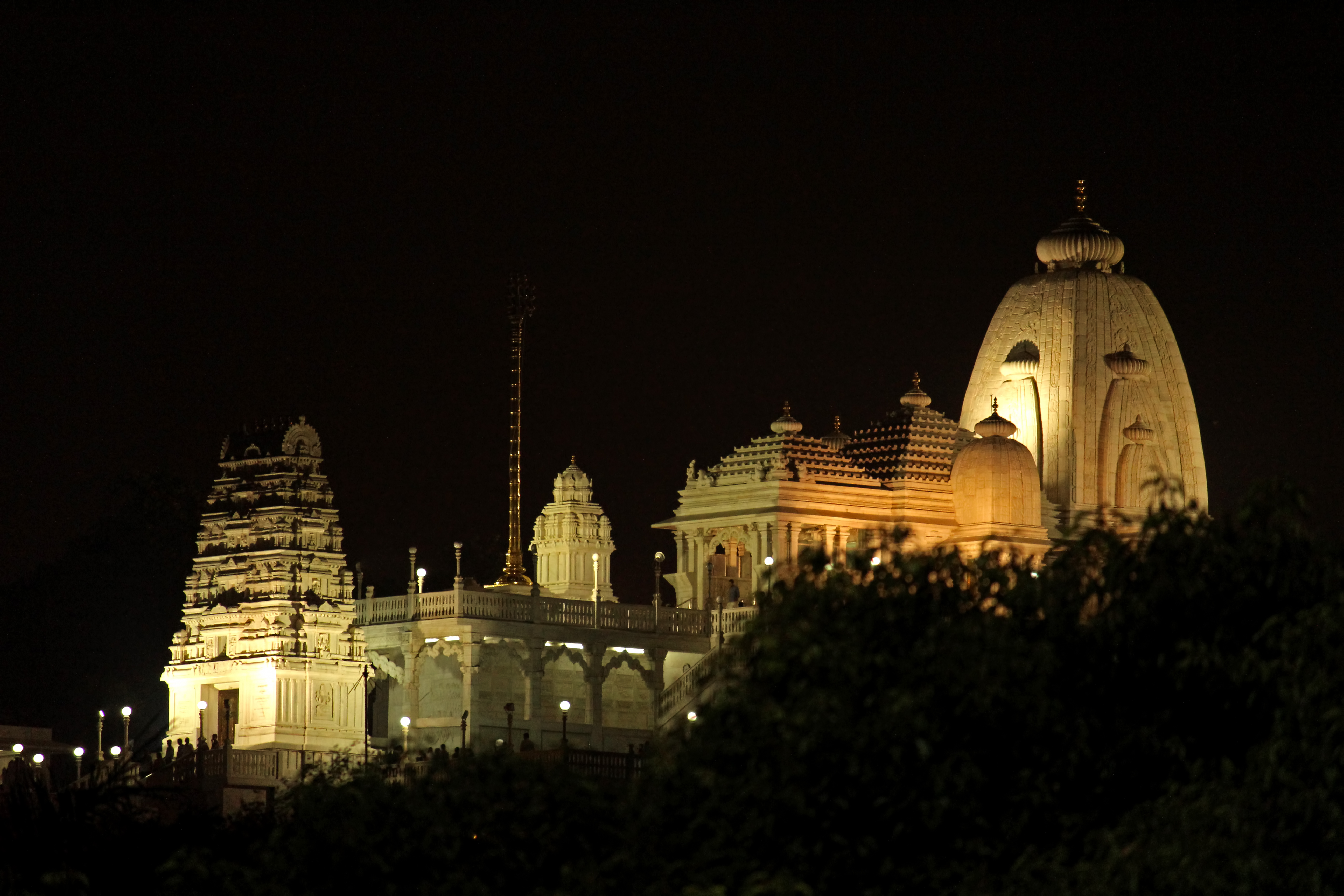
Birla Mandir di notte

Il tempio presenta un insieme di architetture dravidiche, del Rajasthan e Utkala. Per costruirlo sono state usate 2000 tonnellate di marmo bianco. L'idolo di granito del Signore Venkateswara è alto circa 3,4 m e sulla sommità presenta un loto a fare da ombrello. Un'asta di ottone posta nei confini del tempio raggiunge un'altezza di 13m. Il tempio non ha le tradizionali campane perché Swami Ranganathananda desiderava che l'atmosfera favorisse la meditazione.

## Il tempio
Oltre al santuario principale, in santuari separati sono ospitate Padmavati e Andal, le consorti del Signore Venkateswara. Il tempio ha altri santuari per vari Deva e Devi, tra cui Shiva, Shakti, Ganesh, Hanuman, Brahma, Saraswati e Lakshmi. Sulle pareti del tempio sono incisi insegnamenti di uomini e gurbani. I templi Birla sono aperti a tutti, come confermato dal Mahatma Gandhi e da altri leader induisti.